# Gorizia
Gorizia (deutsch Görz, slowenisch Gorica, furlanisch Gurize) ist eine italienische Stadt am Isonzo im Nordosten Italiens in der Region Friaul-Julisch Venetien direkt an der Grenze zu Slowenien (Nova Gorica). Gorizia hat 33.666 Einwohner (Stand 31. Dezember 2024) und war bis 2017 Hauptstadt der Provinz Gorizia, die in jenem Jahr aufgelöst wurde. Daneben ist sie Sitz des Erzbistums Görz.
Wenn von der gesamten Stadt, wie sie bis 1947 als politische Einheit existierte, die Rede ist, wird im deutschsprachigen Raum zumeist der Name Görz benutzt. Gemeinsam mit ihrer slowenischen Nachbarstadt Nova Gorica (Neu-Görz) ist Gorizia 2025 neben Chemnitz Kulturhauptstadt Europas.

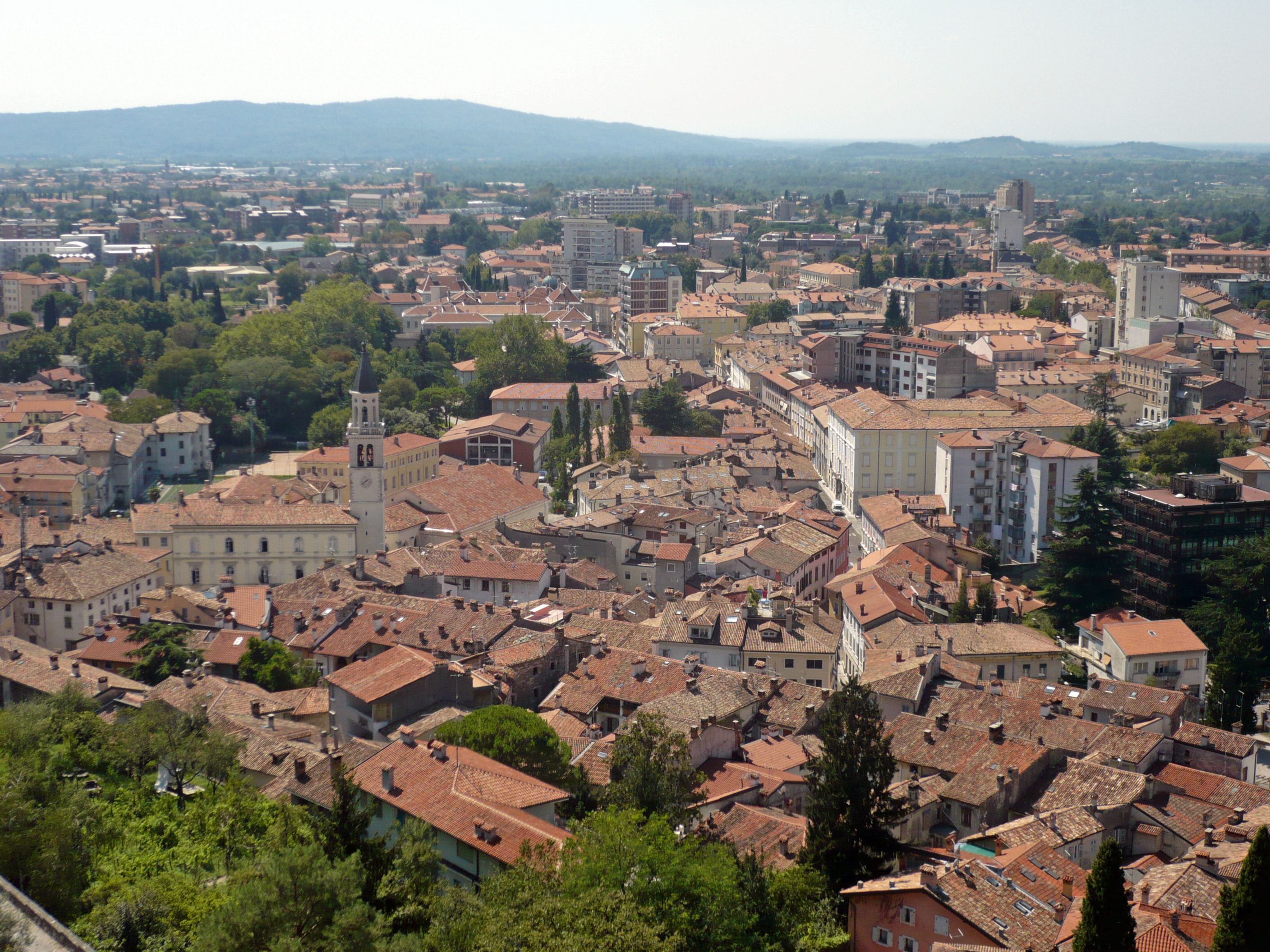
Gorizia (Luftbild)

## Geschichte

### Ersterwähnung
Erstmals erwähnt wurde die Stadt im Jahr 1001, als Kaiser Otto III. die Burg und den zugehörigen Ort dem Patriarchat von Aquileia und dem Grafen Werichen von Friaul schenkte, von dem der Besitz auf die Grafen von Eppenstein überging.

### Österreichisches Görz
Die Stadt war seit dem Spätmittelalter Sitz der Grafen von Görz, die sich vom Patriarchat Aquileia unabhängig gemacht hatten. Nach dem Aussterben der Herrscherfamilie mittels Graf und Reichsfürst Leonhard kam ihr Gebiet um 1500 durch die Vermittlung von Leonhards Administrator Virgil von Graben an die Habsburger, das Haus Österreich. Görz war nun Hauptstadt der Gefürsteten Grafschaft Görz und Gradisca. Das Erzbistum Gorizia entstand 1751 nach der Auflösung des Patriarchats von Aquileia. Von 1809 bis 1814 gehörte Görz zu Frankreichs Illyrischen Provinzen, danach bis 1815 zum Königreich Illyrien.
Von 1815 bis 1918 gehörte das Gebiet wieder zu Österreich, bis 1849 weiterhin im Königreich Illyrien. 1849–1861 war das Österreichische Küstenland Kronland im Kaisertum Österreich. 1861 wurde die Gefürstete Grafschaft Görz und Gradisca wie Triest und Istrien eigenständiges Kronland (und Österreichisch(-illirisch)es Küstenland nur mehr als zusammenfassende Bezeichnung für diese drei ab 1867 cisleithanischen Kronländer Österreich-Ungarns verwendet). Der k.k. Statthalter für Görz residierte in Triest. Bis 1866 gehörte auch das benachbarte Venetien zu Österreich. Im Osten grenzte die Grafschaft an das ebenfalls österreichische Herzogtum Krain. Am Ende des Ersten Weltkriegs wurde Görz Anfang November 1918 wie der Westrand Krains, Triest und Istrien vom siegreichen Königreich Italien besetzt und 1919 annektiert.
Die Stadt war von alters her dreisprachig (italienisch, slowenisch, deutsch). 1900 hatte Görz inklusive Garnison 25.432 Einwohner, davon 16.112 Italiener, 4754 Slowenen und 2760 Deutsche. Görz liegt an der Bahnstrecke Udine–Triest, auf die hier seit 1906 die aus den Julischen Alpen kommende Wocheiner Bahn trifft, Teil der damals neuen alpenquerenden Bahnverbindung Salzburg–Triest (Neue Alpenbahn bzw. Transalpina).

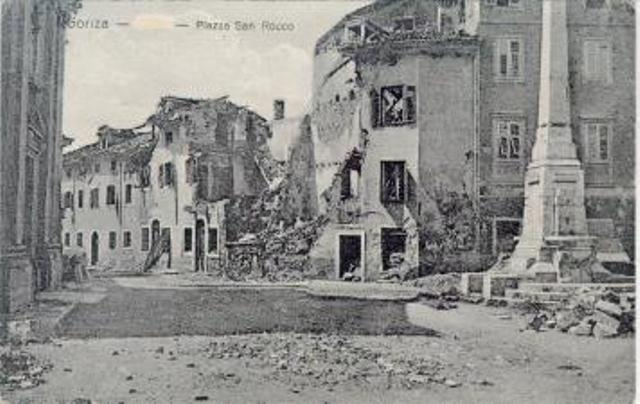
Die Kriegszerstörungen an der Piazza San Rocco

Görz war Sitz eines Fürsterzbischofs, des Landtages und des Landesausschusses der Gefürsteten Grafschaft Görz und Gradisca, einer Bezirkshauptmannschaft und eines Kreisgerichts. Um 1900 war Görz ein beliebter Winterkurort, denn die durchschnittliche Wintertemperatur betrug + 3,5 Grad.
Nach dem Kriegseintritt Italiens gegen Österreich-Ungarn im Mai 1915 war es erklärtes Ziel der italienischen Heeresleitung, am Isonzo vorzustoßen. Im Sommer 1916 gelang Italien die Eroberung von Görz, im Herbst 1917 wurde die Stadt in der Zwölften Isonzoschlacht von Österreich-Ungarn zurückgewonnen.

### Italienisches Gorizia

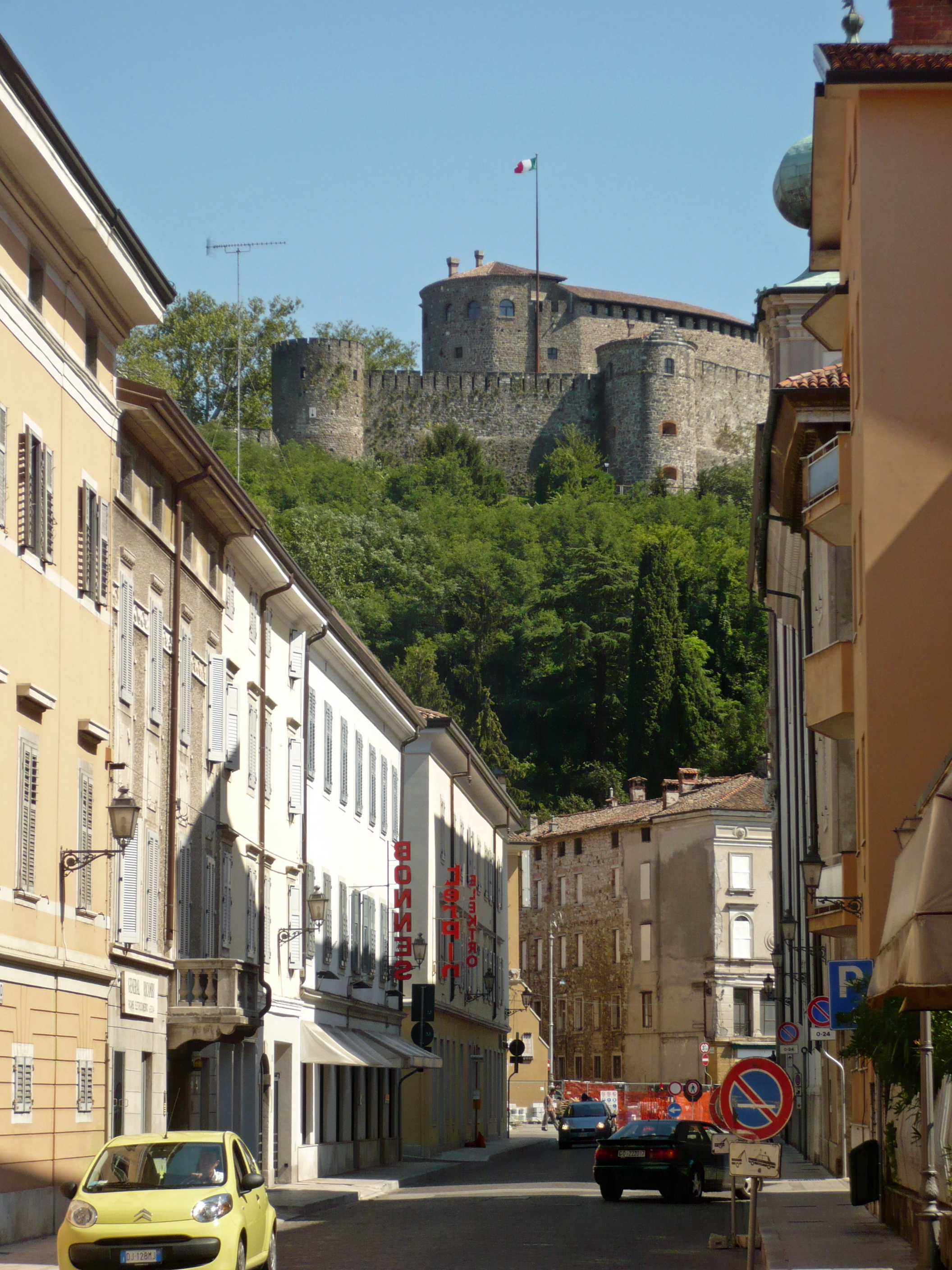
Gorizia: Altstadt und Burg (von unten)

Nach dem Ersten Weltkrieg kam im Vertrag von Saint-Germain das gesamte Gebiet der vormals Görz genannten Stadt zusammen mit Istrien und dem Westteil des heutigen Slowenien an Italien. Görz wurde offiziell in Gorizia umbenannt. Das Italien 1919 vertraglich zugesprochene Gebiet, in dem auch Gorizia liegt, erhielt den Namen Julisch Venetien (italienisch: Venezia Giulia).
Für im Ersten Weltkrieg gefallene italienische Soldaten wurde in der Zwischenkriegszeit auf einem Hügel im nördlich gelegenen Vorort Oslavia ein auch architektonisch bemerkenswertes Beinhaus (Ossario) errichtet. Auf einer Stele vor dem Eingang wird einiger Staatsangehöriger Altösterreichs gedacht, die am Krieg auf italienischer Seite teilgenommen haben.

### Slowenisches Nova Gorica
Am 1. Mai 1945 teilte Josip Broz Tito, Anführer der jugoslawischen Partisanen, mit, dass seine Truppen bis zum Isonzo vorgerückt seien und er nun u. a. Anspruch auf die östlich des Isonzo gelegenen Stadtgebiete von Görz erhebe. 40 Tage lang verblieben jugoslawische Truppen in Görz. Als mit dem Frieden von Paris (1947) von den Siegermächten die Staatsgrenze zwischen Italien und Jugoslawien neu gezogen wurde, wurde die Teilung der Stadt hart westlich der Bahnstrecke Jesenice–Trieste (Wocheiner Bahn) festgelegt. Somit wurde nur der kleinere östliche Teil von Görz Jugoslawien zugeschlagen. Nach Auflösung der Republik Jugoslawien ab 1991 ist die östlich der Grenze gelegene, Nova Gorica genannte Stadt Bestandteil von Slowenien und seit 1995 auch Universitätsstadt.
Im Gegenzug zur riesigen Tricolore, die Italiener weithin sichtbar auf dem Görzer Burgberg aufgestellt hatten, ehrten die Jugoslawen ihren damaligen Staatspräsidenten Josip Broz Tito mit einem riesigen steinernen Schriftzug TITO auf einem Hügel bei Nova Gorica, der bis heute ebenfalls in ganz Görz sichtbar ist.

### Charakter der Grenze zwischen Gorizia und Nova Gorica

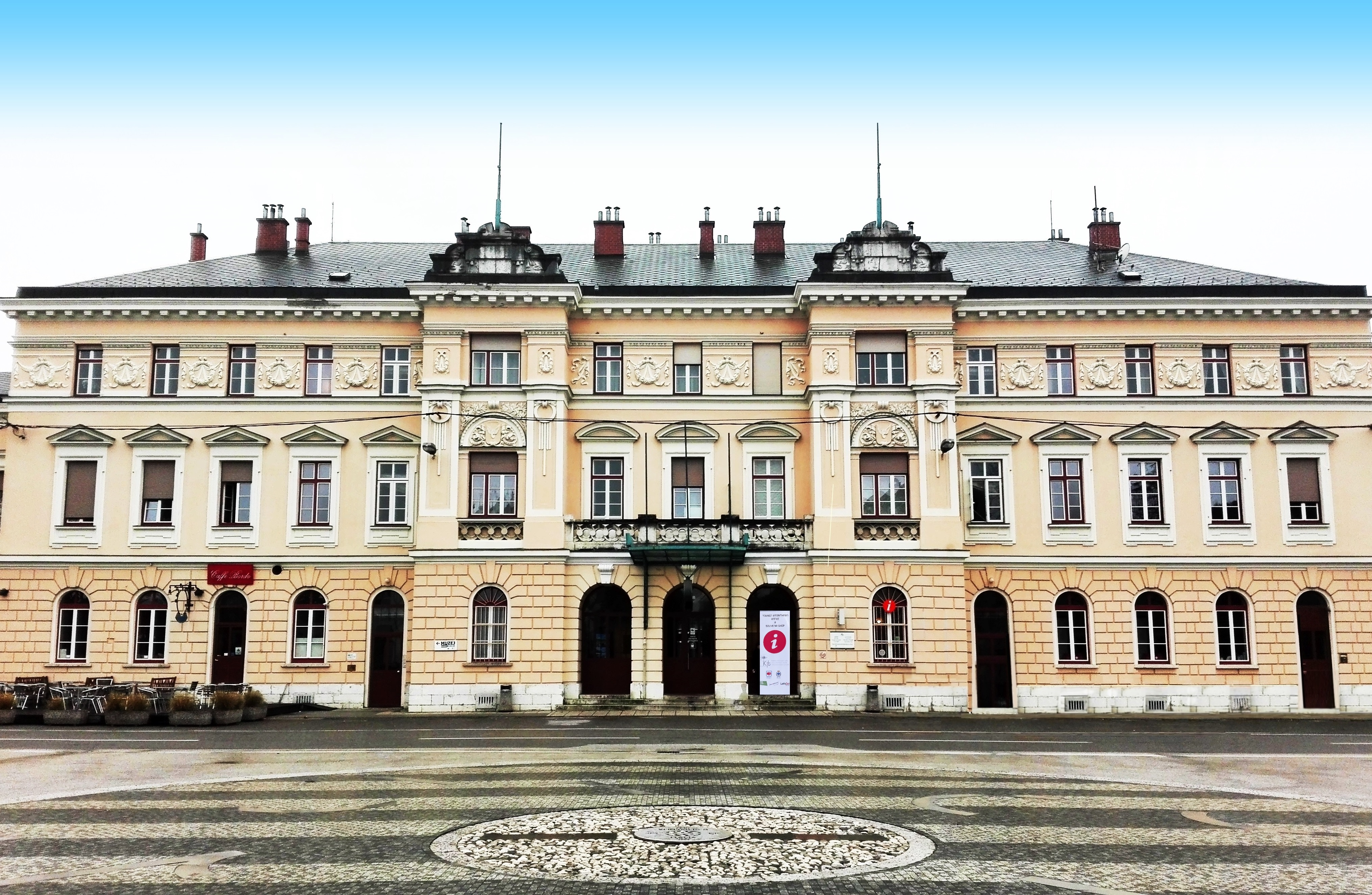
Den Bahnhofsvorplatz teilt die Grenze zwischen Italien und Slowenien (Plakette im Kreis auf dem Foto)

Winston Churchill sprach am 5. März 1946 davon, dass sich „[v]on Stettin an der Ostsee bis Triest an der Adria […] ein Eiserner Vorhang auf Europa herabgesenkt“ habe. Offensichtlich betrachtete Churchill in seiner in Fulton, Missouri gehaltenen Rede Jugoslawien als Teil des im Entstehen begriffenen Ostblocks und die Grenzen zwischen Jugoslawien einerseits sowie Italien und Österreich andererseits als Südabschnitt dieses „Eisernen Vorhangs“. Tatsächlich verläuft die Grenze (allerdings mit ausdrücklicher Billigung der Westalliierten des Zweiten Weltkriegs, die an der Festlegung der Grenze maßgeblich beteiligt waren) quer über den Bahnhofsvorplatz von Görz (auf der italienischen Seite Piazza Transalpina, auf der slowenischen Seite Trg Evrope genannt). Markiert und gesichert wurde die Görz teilende Grenze durch einen gewöhnlichen Metallzaun, teilweise Stacheldraht oder andere Hindernisse. Die Grenze war, anders als etwa in Berlin, zu keinem Zeitpunkt unüberwindbar abgeriegelt.
Mit dem EU-Beitritt Sloweniens wurden ab 30. April 2004 die Grenzanlagen und Zäune der Stadt an vielen Stellen abgebaut. Seit dem Beitritt zum Schengen-Raum am 21. Dezember 2007 entfielen Grenzkontrollen. Die italienischen und slowenischen Stadtteile wuchsen zusammen. Am Bahnhofsplatz markieren Blumenkübel und eine Plakette auf der Platzmitte die Grenze. Ein Freilichtmuseum informiert über ehemalige Sperranlagen.
Die Zusammenarbeit zwischen den beiden Städten zeigt sich in der gemeinsamen Bewerbung um den Titel der Kulturhauptstadt Europas für das Jahr 2025. Diesbezüglich wurde im Dezember 2020 entschieden, dass die Zwillingsstädte parallel zu Chemnitz den Titel tragen werden. Damit setzte die gemeinsame slowenisch-italienische Bewerbung sich gegen die Konkurrenz aus Ljubljana, Piran und Ptuj durch.

## Verkehr

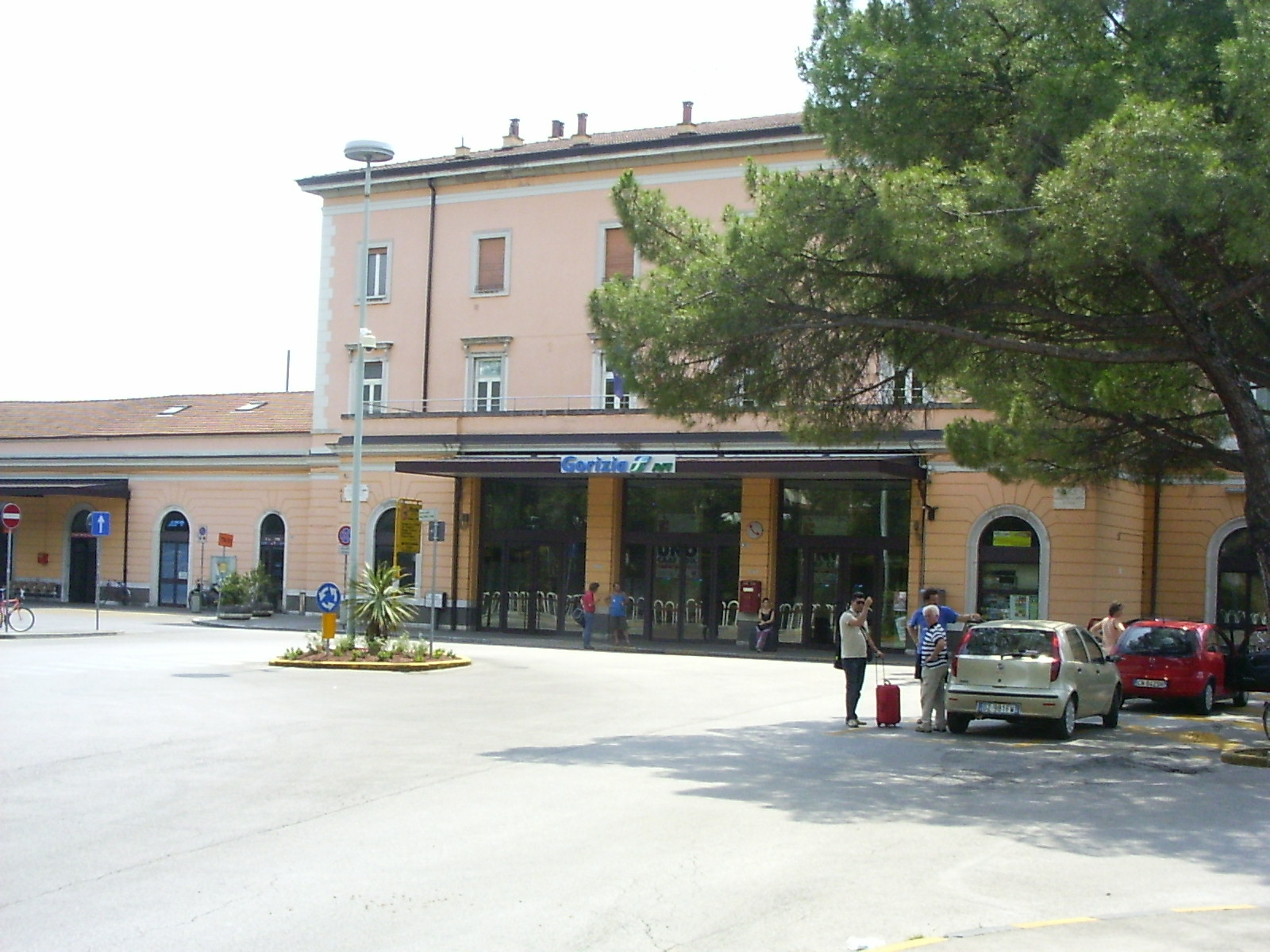
Bahnhof Gorizia Centrale

Gorizia ist über die Autobahn A34 an das italienische Autobahnnetz angebunden, die Staatsstraße SS55 verbindet die Stadt mit Triest. Der Bahnhof Gorizia Centrale liegt an der Bahnstrecke Udine–Triest. Der Bahnhof von Nova Gorica mit Verbindungen nach Ljubljana und Zagreb ist von ihm vier Kilometer entfernt. Gorizia verfügt über einen Flugplatz für die allgemeine Luftfahrt.

Von 1909 bis 1935 waren die beiden Bahnhöfe mit einer durch das Stadtzentrum führenden meterspurigen Straßenbahn Görz verbunden. Des Weiteren existierten auch Zweiglinien.

## Sehenswürdigkeiten

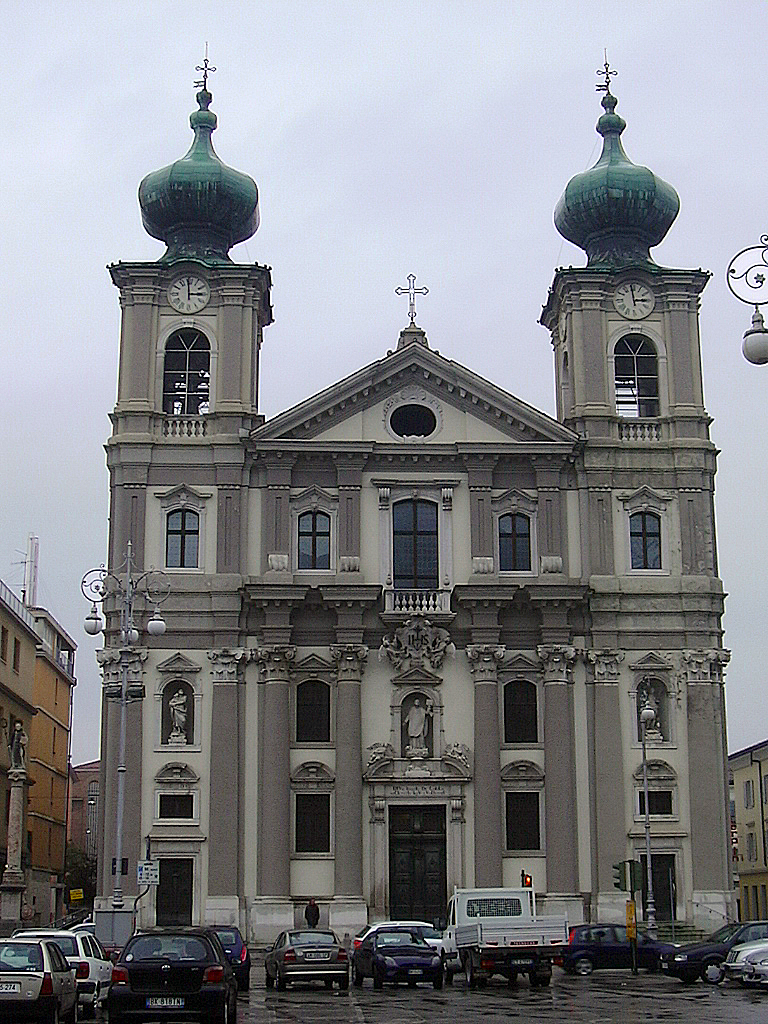
Kirche des Heiligen Ignatius

- Kirche des Heiligen Ignatius an der Piazza della Vittoria:
1654–1747 von den Jesuiten erbaut. Die Wandpfeilerkirche ist mit Marmor, Intarsien und Holzschnitzereien ausgestattet, die aus dem 17. Jahrhundert stammen. Bemerkenswert ist ein Altar des  venezianischen Malers Gregorio Lazzarini (datiert 1716) und das Fresko von Christoph Tausch aus dem 18. Jahrhundert an der Kanzel Die Glorie des heiligen Ignatius.[14]
- Palazzo Attems Petzenstein mit der Pinakothek und wechselnden Gemäldeausstellungen
- Synagoge, erbaut 1756
- Festung und Museum zum Ersten Weltkrieg
- Piazza della Vittoria
- Kathedrale des Erzbistums Gorizia (Cattedrale dei Santi Ilario e Taziano)
- Trgovski Dom (auch bekannt als Haus der Slowenen), erbaut im Stil der Wiener Secession 1903–05 von Max Fabiani
- Villa Coronini mit Garten
- Piuma-Park am Isonzo
- Rathaus
- Corso Italia-Verdi
- Verdi-Theater
- Piazza della Transalpina vor dem Bahnhof, auf dem die Grenze zwischen Italien und Slowenien verläuft
- Im slowenischen Teil der Stadt, unmittelbar an der Grenze liegt auf einem Berg das Kloster Kostanjevica mit der Bourbonengruft, in der alle im Exil gestorbenen französischen Bourbonen bestattet sind.

- Am 2. Februar 1999 wurde der Asteroid (7675) Gorizia nach der Stadt benannt.

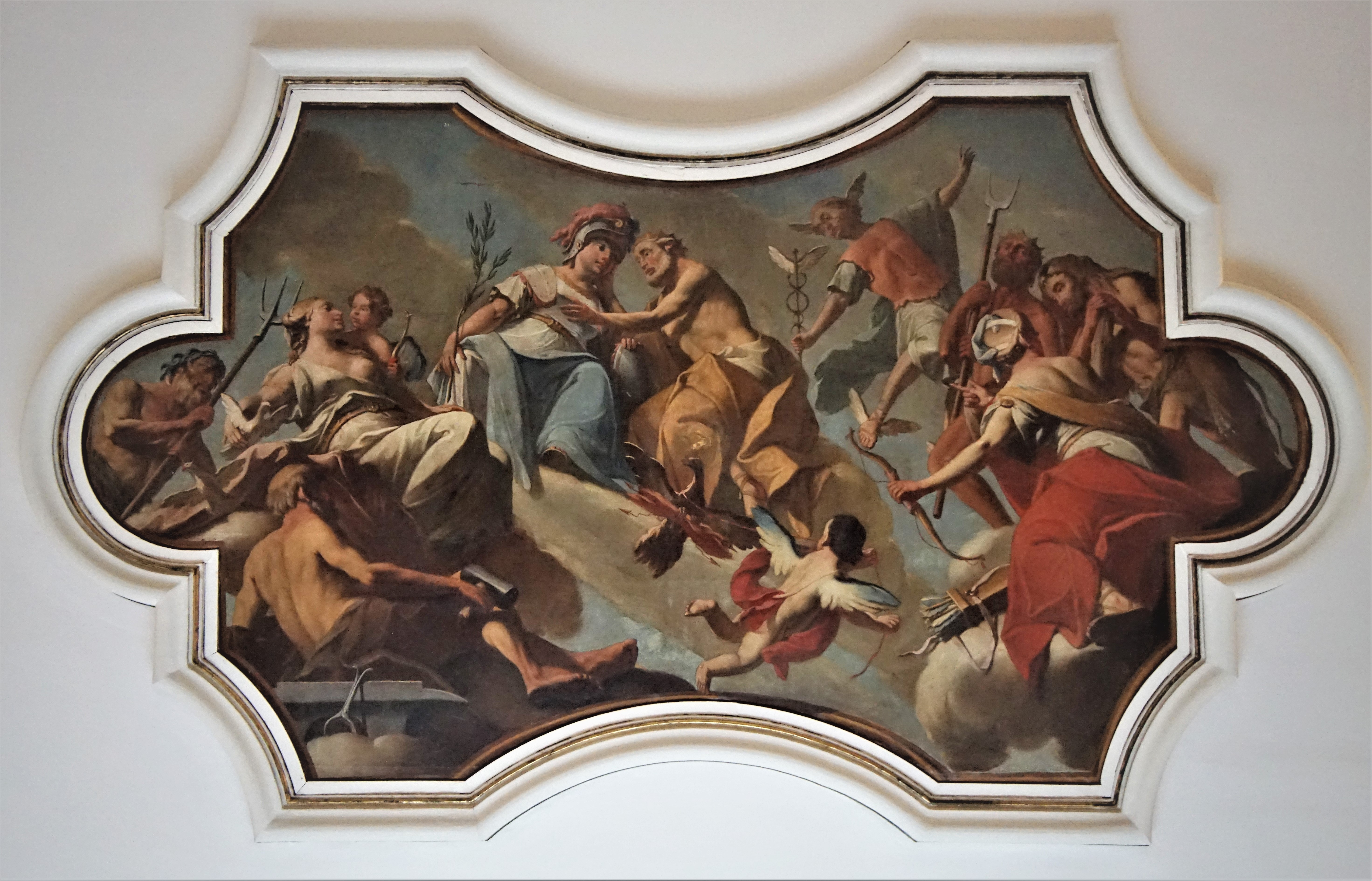
Palazzo Attems Petzenstein, das Deckengemälde im Empfangssaal zeigt griechische Götter
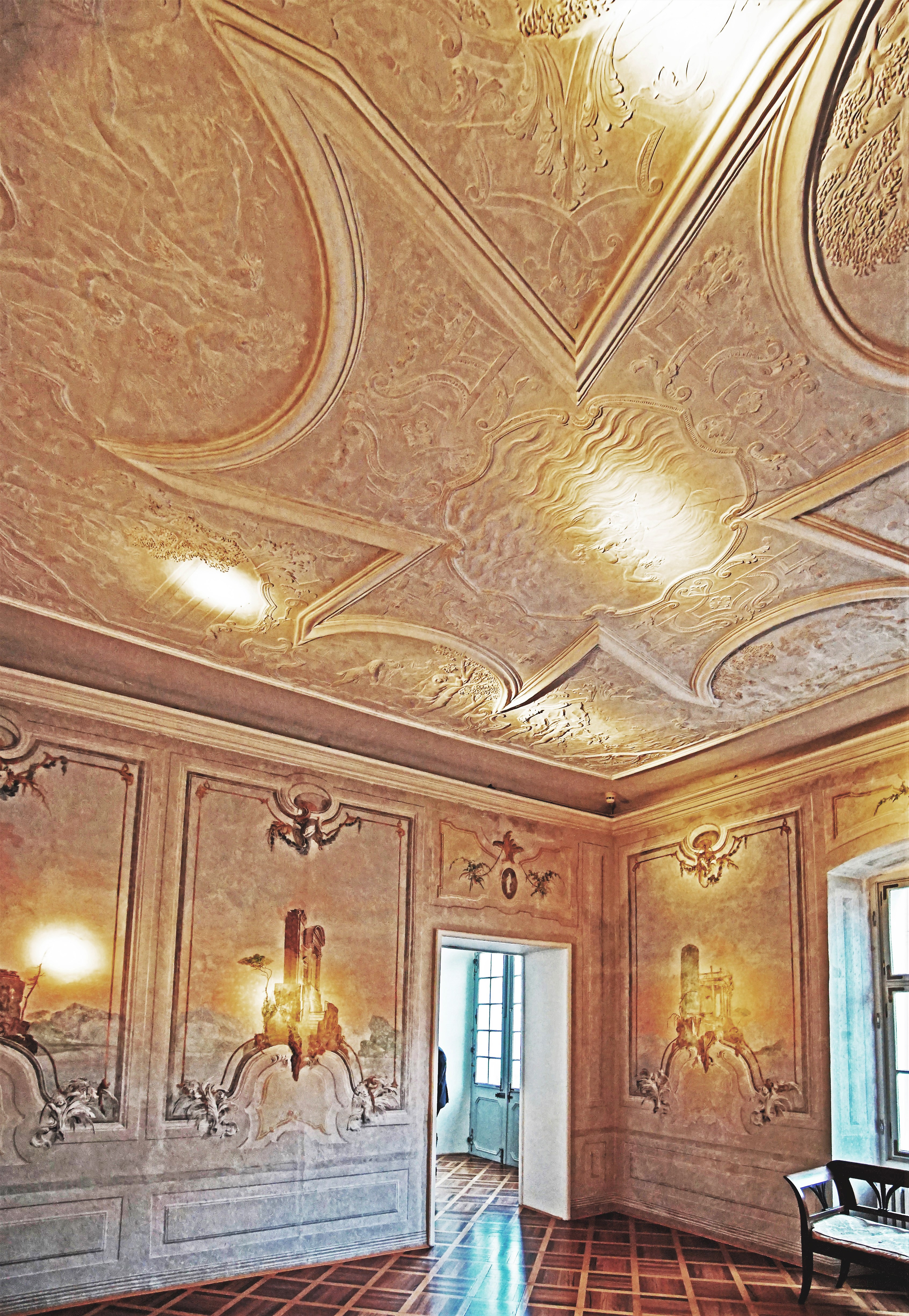
Palazzo Attems Petzenstein, Innenansicht
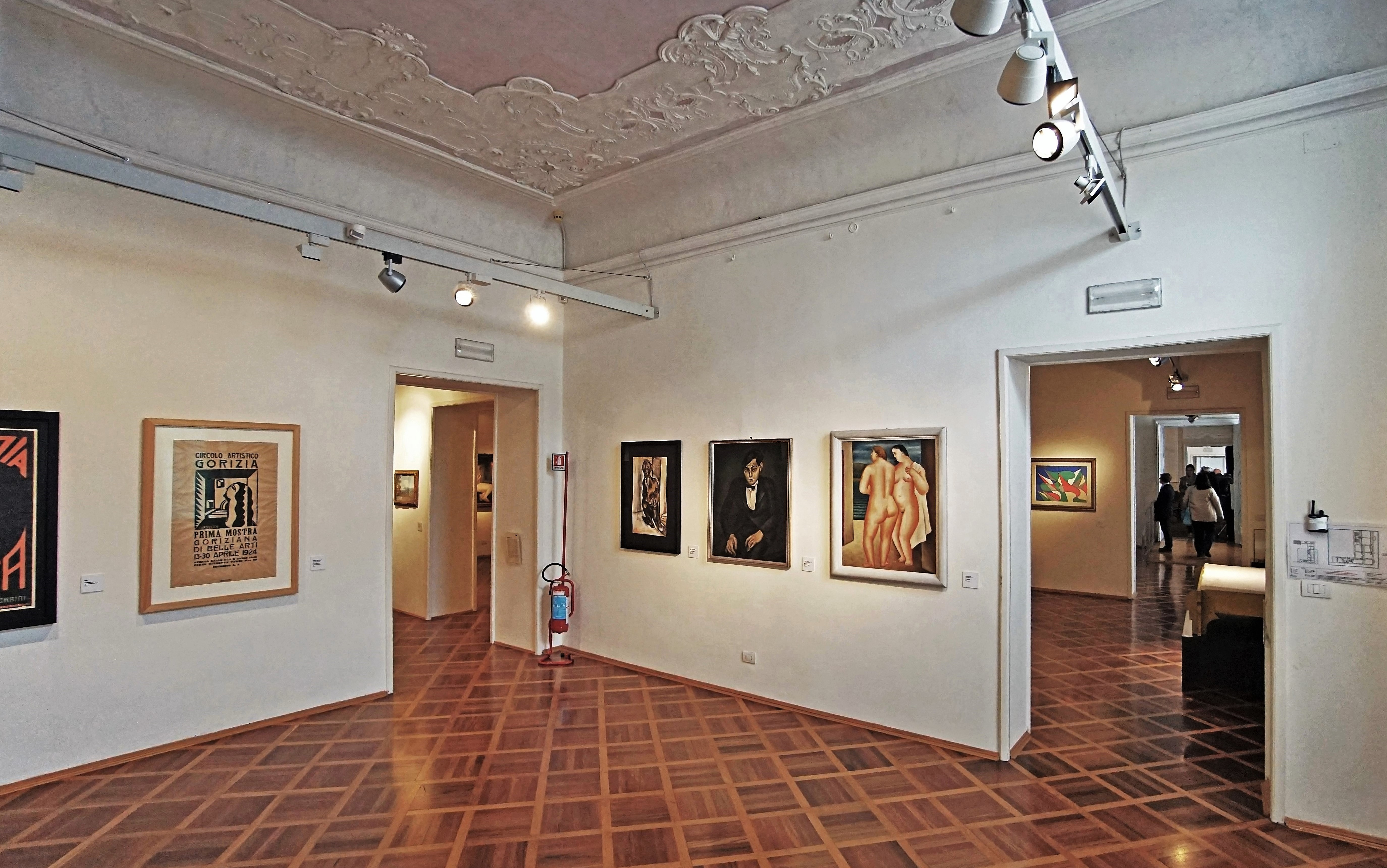
Blick in die Pinakothek

## Sprachen
Die Hauptsprache in Gorizia ist Italienisch, daneben werden Slowenisch und Furlanisch gesprochen.

## Städtepartnerschaften
Partnerstädte von Gorizia sind
- Klagenfurt am Wörthersee (Österreich), seit 1965
- Grosseto in der Toskana (Italien), seit 1981
- Sassari auf Sardinien (Italien), seit 1983
- Lienz (Osttirol), seit 1997

## Persönlichkeiten
Bekannte Persönlichkeiten der Stadt sind in der Liste von Persönlichkeiten der Stadt Gorizia aufgeführt.

## Belege
1. ↑  Bilancio demografico e popolazione residente per sesso al 31 dicembre 2024. ISTAT. (Bevölkerungsstatistiken des Istituto Nazionale di Statistica, Stand 31. Dezember 2024).
2. ↑  K.K. Statistische Central-Commission: Special-Orts-Repertorien der im Oesterreichischen Reichsrathe vertretenen Königreiche und Länder. Band VII: Küstenland. Wien 1883, S. 8.
3. ↑  Meyers Konversations-Lexikon. 5. Auflage, 7. Band. Bibliographisches Institut, Leipzig und Wien 1895, S. 774.
4. ↑  Why is Trieste not Slovenian and how Tito forfeited Gorizia in addition to the Friuli-Venezia Giulia region?. primorska24.si. 18. Januar 2019
5. ↑  Alessandro Cattunar: La liberazione di Gorizia: 1 maggio 1945. Identità di confine e memorie divise: le videointerviste ai testimoni. storicamente.org (Universität Bologna). 2009
6. ↑  Tito hatte verlangt, dass alle vormals italienischen Gebiete östlich des Isonzo bis zu dessen Mündung in die Adria Teil Jugoslawiens werden sollten
7. ↑  The Sinews of Peace. In: NATO.int (englisch)
8. ↑  Görz – die einst geteilte Stadt. In: ktnv1.orf.at. Kärnten-Magazin, abgerufen am 20. April 2020.
9. ↑  Peter Miroschnikoff: Slowenien: Abschied vom Eisernen Vorhang. Archiv der Tagesschau, 25. April 2004, abgerufen am 20. April 2020.
10. ↑  Paolo Rumiz: Gorizia cade l' ultimo muro d' Europa. In: La Repubblica. 28. April 2004, abgerufen am 20. April 2020 (italienisch).
11. ↑  Arctur d.o.o.: Trg Evrope - Europaplatz. In: novagorica-turizem.com. Archiviert vom Original (nicht mehr online verfügbar) am 18. September 2021; abgerufen am 20. April 2020.  Info: Der Archivlink wurde automatisch eingesetzt und noch nicht geprüft. Bitte prüfe Original- und Archivlink gemäß Anleitung und entferne dann diesen Hinweis.
12. ↑  Gorizia-Nova Gorica e il confine che non c’è più. Corriere della Serasprache=it, abgerufen am 20. April 2020.
13. ↑  Nova Gorica & Görz sind neben Chemnitz Kulturhauptstadt Europas 2025. derStandard.at, abgerufen am 21. Dezember 2020 (österreichisches Deutsch).
14. ↑  Kirche Sant’ Ignazio. Tourismusportal Friuli Venezia Gulia der PromoTurismoFVG,  abgerufen am 27. Dezember 2021.
15. ↑  Comune di Gorizia – Gemellaggi e collaborazioni (Memento des Originals vom 6. Januar 2019 im Internet Archive)  Info: Der Archivlink wurde automatisch eingesetzt und noch nicht geprüft. Bitte prüfe Original- und Archivlink gemäß Anleitung und entferne dann diesen Hinweis., abgerufen am 6. Januar 2019

Aiello del Friuli |
Amaro |
Ampezzo |
Andreis |
Aquileia |
Arba |
Arta Terme |
Artegna |
Attimis |
Aviano |
Azzano Decimo |
Bagnaria Arsa |
Barcis |
Basiliano |
Bertiolo |
Bicinicco |
Bordano |
Brugnera |
Budoia |
Buja |
Buttrio |
Camino al Tagliamento |
Campoformido |
Campolongo Tapogliano |
Caneva |
Capriva del Friuli |
Carlino |
Casarsa della Delizia |
Cassacco |
Castelnovo del Friuli |
Castions di Strada |
Cavasso Nuovo |
Cavazzo Carnico |
Cercivento |
Cervignano del Friuli |
Chions |
Chiopris-Viscone |
Chiusaforte |
Cimolais |
Cividale del Friuli |
Claut |
Clauzetto |
Codroipo |
Colloredo di Monte Albano |
Comeglians |
Cordenons |
Cordovado |
Cormòns |
Corno di Rosazzo |
Coseano |
Dignano |
Doberdò del Lago |
Dogna |
Dolegna del Collio |
Drenchia |
Duino-Aurisina |
Enemonzo |
Erto e Casso |
Faedis |
Fagagna |
Fanna |
Farra d’Isonzo |
Fiume Veneto |
Fiumicello Villa Vicentina |
Flaibano |
Fogliano Redipuglia |
Fontanafredda |
Forgaria nel Friuli |
Forni Avoltri |
Forni di Sopra |
Forni di Sotto |
Frisanco |
Gemona del Friuli |
Gonars |
Gorizia |
Gradisca d’Isonzo |
Grado |
Grimacco |
Latisana |
Lauco |
Lestizza |
Lignano Sabbiadoro |
Lusevera |
Magnano in Riviera |
Majano |
Malborghetto Valbruna |
Maniago |
Manzano |
Marano Lagunare |
Mariano del Friuli |
Martignacco |
Medea |
Meduno |
Mereto di Tomba |
Moggio Udinese |
Moimacco |
Monfalcone |
Monrupino |
Montenars |
Montereale Valcellina |
Moraro |
Morsano al Tagliamento |
Mortegliano |
Moruzzo |
Mossa |
Muggia |
Muzzana del Turgnano |
Nimis |
Osoppo |
Ovaro |
Pagnacco |
Palazzolo dello Stella |
Palmanova |
Paluzza |
Pasian di Prato |
Pasiano di Pordenone |
Paularo |
Pavia di Udine |
Pinzano al Tagliamento |
Pocenia |
Polcenigo |
Pontebba |
Porcia |
Pordenone |
Porpetto |
Povoletto |
Pozzuolo del Friuli |
Pradamano |
Prata di Pordenone |
Prato Carnico |
Pravisdomini |
Precenicco |
Premariacco |
Preone |
Prepotto |
Pulfero |
Ragogna |
Ravascletto |
Raveo |
Reana del Rojale |
Remanzacco |
Resia |
Resiutta |
Rigolato |
Rive d’Arcano |
Rivignano Teor |
Romans d’Isonzo |
Ronchi dei Legionari |
Ronchis |
Roveredo in Piano |
Ruda |
Sacile |
Sagrado |
San Canzian d’Isonzo |
San Daniele del Friuli |
San Dorligo della Valle |
San Floriano del Collio |
San Giorgio della Richinvelda |
San Giorgio di Nogaro |
San Giovanni al Natisone |
San Leonardo |
San Lorenzo Isontino |
San Martino al Tagliamento |
San Pier d’Isonzo |
San Pietro al Natisone |
San Quirino |
San Vito al Tagliamento |
San Vito al Torre |
San Vito di Fagagna |
Santa Maria la Longa |
Sappada |
Sauris |
Savogna d’Isonzo |
Savogna di Cividale |
Sedegliano |
Sequals |
Sesto al Reghena |
Sgonico |
Socchieve |
Spilimbergo |
Staranzano |
Stregna |
Sutrio |
Taipana |
Talmassons |
Tarcento |
Tarvis |
Tavagnacco |
Terzo d’Aquileia |
Tolmezzo |
Torreano |
Torviscosa |
Tramonti di Sopra |
Tramonti di Sotto |
Trasaghis |
Travesio |
Treppo Grande |
Treppo Ligosullo |
Tricesimo |
Triest |
Trivignano Udinese |
Turriaco |
Udine |
Vajont |
Valvasone Arzene |
Varmo |
Venzone |
Verzegnis |
Villa Santina |
Villesse |
Visco |
Vito d’Asio |
Vivaro |
Zoppola |
Zuglio
Kulturstädte:

1985: Athen |
1986: Florenz |
1987: Amsterdam |
1988: West-Berlin |
1989: Paris |
1990: Glasgow |
1991: Dublin |
1992: Madrid |
1993: Antwerpen |
1994: Lissabon |
1995: Luxemburg |
1996: Kopenhagen |
1997: Thessaloniki |
1998: Stockholm
Kulturhauptstädte:

1999: Weimar |
2000: Avignon, Bergen, Bologna, Brüssel, Helsinki, Krakau, Prag, Reykjavík, Santiago de Compostela |
2001: Porto, Rotterdam |
2002: Brügge, Salamanca |
2003: Graz |
2004: Genua, Lille |
2005: Cork |
2006: Patras |
2007: Hermannstadt, Luxemburg und Großregion |
2008: Liverpool, Stavanger |
2009: Linz, Vilnius |
2010: Istanbul, Pécs, Ruhrgebiet |
2011: Tallinn, Turku |
2012: Guimarães, Maribor |
2013: Košice, Marseille |
2014: Riga, Umeå |
2015: Mons, Pilsen |
2016: Breslau, Donostia / San Sebastián |
2017: Aarhus, Paphos |
2018: Leeuwarden, Valletta |
2019: Matera, Plowdiw |
2020–2021*: Galway, Rijeka |
2022: Esch an der Alzette, Kaunas, Novi Sad |
2023: Eleusis, Timișoara, Veszprém |
2024: Bad Ischl, Bodø, Tartu |
2025: Chemnitz, Nova Gorica/Gorizia |
2026: Oulu, Trenčín |
2027: Liepāja

*Von der Europäischen Kommission wegen der COVID-19-Pandemie vorgeschlagene Verlängerung